# Masevaux

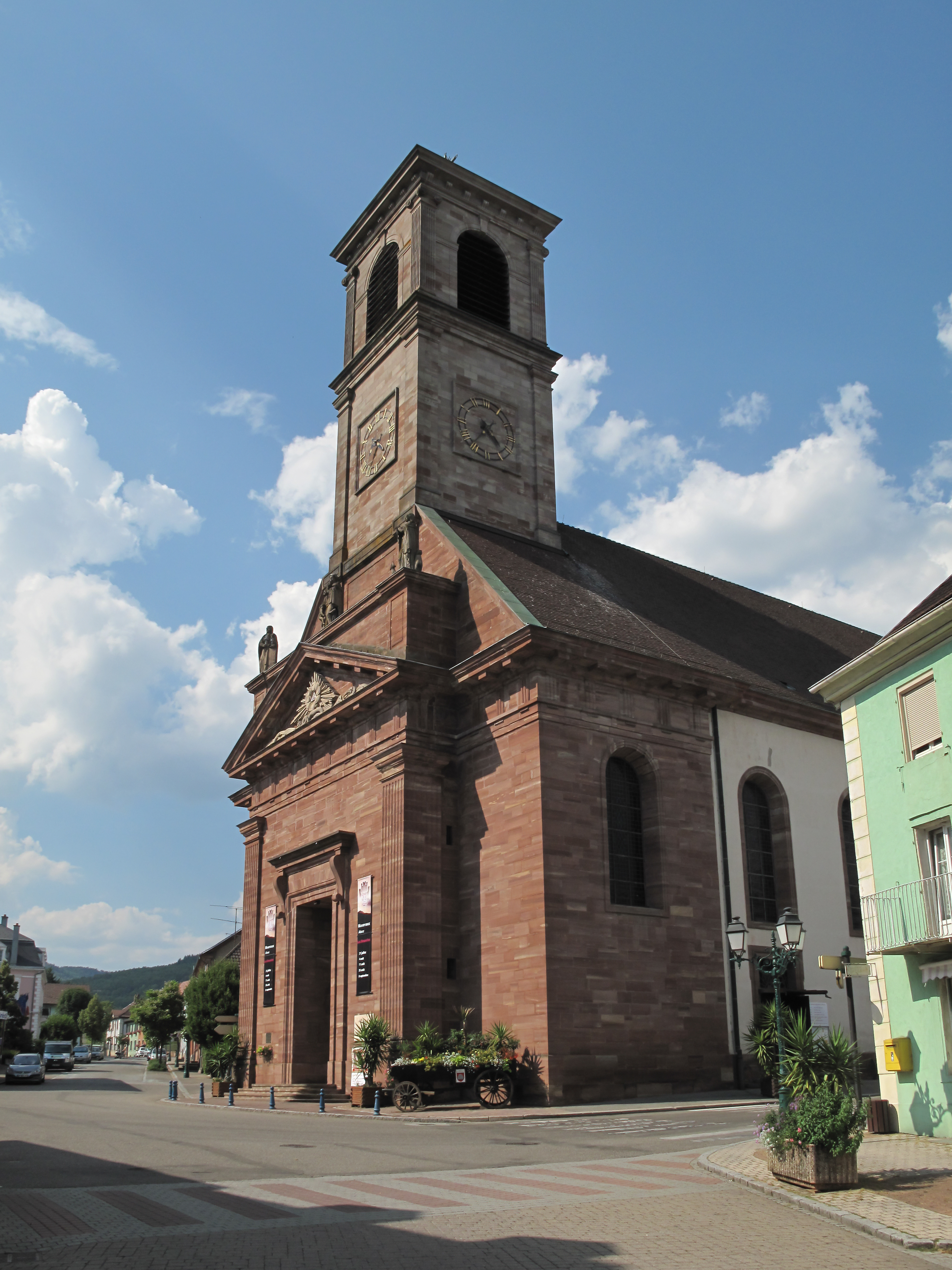
Kerk: église Saint-Martin

Masevaux (Duits: Masmünster) is een plaats en voormalige gemeente in het Franse departement Haut-Rhin in de regio Grand Est. De plaats maakt deel uit van het arrondissement Thann-Guebwiller en sinds Masevaux op 1 januari 2016 met Niederbruck fuseerde van de commune nouvelle Masevaux-Niederbruck.

## Historie
Masevaux was een heerlijkheid (zie heerlijkheid Masevaux).
Tijdens de Eerste Wereldoorlog legde het Franse leger de Route Joffre aan, tussen Thann in de vallei van de Thur en Masevaux in de vallei van de Doller.

## Geografie
De oppervlakte van Masevaux bedraagt 23,2 km², de bevolkingsdichtheid is 139,6 inwoners per km².
De onderstaande kaart toont de ligging van Masevaux met de belangrijkste infrastructuur en aangrenzende gemeenten.

## Demografie
Onderstaande figuur toont het verloop van het inwonertal (bron: INSEE-tellingen).